# Riachos
Riachos ist eine Gemeinde (Freguesia) im portugiesischen Kreis Torres Novas. In ihr leben 4990 Einwohner (Stand 19. April 2021).
Riachos liegt an der Linha do Norte.